# 3657 Ermolova
3657 Ermolova је астероид главног астероидног појаса чија средња удаљеност од Сунца износи 2,312 астрономских јединица (АЈ).
Апсолутна магнитуда астероида је 12,7.